# Orange (New Hampshire)
Pour les articles homonymes, voir Orange.
Orange est une municipalité américaine située dans le comté de Grafton au New Hampshire. Selon le recensement de 2010, sa population est de 331 habitants.

## Géographie
La municipalité s'étend sur 23,22 milles carrés (60,14 km2), dont 0,06 milles carrés (0,16 km2) d'étendues d'eau.

## Histoire
La localité est fondée sous le nom de Cardigan en 1769. Après plusieurs propositions de renommage, elle devient une municipalité en 1790, sous le nom d'Orange, en référence aux ocres jaunes-orangées du Mont Cardigan (en).